# Padre Cícero
El Siervo de Dios Cícero Romão Batista (Crato, 24 de marzo de 1844 — Juazeiro do Norte, 20 de julio de 1934) fue un sacerdote católico brasileño. En la devoción popular, es conocido como Padre Cícero o Padim Ciço. Carismático, obtuvo gran prestigio e influencia sobre la vida social, política y religiosa de Ceará y del Nordeste de Brasil.
En marzo de 2001, fue escogido "El Cearense del Siglo", en votación promovida por la TV Verdes Mares, en asociación con la Cadena Globo de Televisión.
En julio de 2012, fue elegido uno de los "100 mayores brasileños de todos los tiempos" en concurso realizado por el SBT, con la BBC.
Este religioso es venerado por millones de personas; además, el padre Cícero fue y sigue siendo una de las figuras más populares del Nordeste de Brasil desde el inicio del siglo XX.
El 20 de agosto de 2022, durante una misa celebrada en Largo da Capela do Socorro, en Juazeiro do Norte, el OBispo de la diócesis de Crato Magnus Henrique Lopes anunció que había recibido una carta del Dicasterio para las Causas de los Santos, el órgano vaticano encargado de los procesos de beatificación y canonización, informando sobre la autorización del Papa Francisco para la apertura del proceso de beatificación del Padre Cícero. Con la autorización papal, el padre Cícero recibió automáticamente el título de "Siervo de Dios".

## Biografía
Propietario de tierras, de ganado y de diversos inmuebles, Cícero formaba parte de la sociedad y de la política conservadora del Gran Desierto del Cariri. Siempre tuvo al médico Floro Bartolomeu como su brazo derecho, e integraba el sistema político cearense, que quedó bajo el control de la familia Accioli durante más de 2 décadas.
Nacido en el interior de Ceará, por parte paterna poseía ascendencia portuguesa. Su padre, Joaquim Romão Batista, era hijo de Romão José Batista y Angélica Romana Batista. Suyos abuelos paternos fueron Francisca Pereira de Olivo y el portugués Antonio José Batista y Melo, además de ser bisneto por parte de Francisca del portugués José Pereira Lima Acero. Su madre fue Joaquina Ferreira Gastão, que después cambió su nombre para Joaquina Vicência Romana, siendo conocida como doña Quinô. Era hija del bahiano José Ferreira Gastão y nieta de Manoel Ferreira Gastão y Antônia Maria de Sousa,  que emigraron para la ciudad de Crato. Todavía a los 6 años, comenzó a estudiar con el profesor Rufino de Alcântara Montezuma.
Un hecho importante marcó su infancia: el voto de castidad hecho a los 12 años, influenciado por la lectura de la vida de San Francisco de Sales.
En 1860, fue matriculado en el colegio del renombrado padre Inácio de Sousa Rolim, en Cajazeiras, en Paraíba. Ahí poco tardó, pues la inesperada muerte de su padre, víctima de cólera en 1862, lo obligó a interrumpir los estudios y volver junto a su madre y de las hermanas solteras. La muerte del padre, que era pequeño comerciante en el Crato, trajo serias dificultades financieras a la familia de tal suerte que, más tarde, en 1865, cuando Cícero Romão Batista necesitó ingresar en el Seminario de la Prainha, en Fortaleza, sólo lo hizo gracias a la ayuda de su padrino de crisma, el coronel Antônio Luís Alves Pequeño.

## Ordenación
Durante el periodo en que estuvo en el seminario, Cícero era considerado un alumno mediocre y, a pesar de años después arrebatar multitudes con suyos sermones, presentó notas bajas en las disciplinas relacionadas con la oratoria y elocuencia.
Cícero fue ordenado padre el día 30 de noviembre de 1870. Después de su ordenación, retornó al Crato y, mientras el obispo no le daba una parroquia para administrar, quedó a enseñar latín en el Colegio Padre Ibiapina, fundado y dirigido por el profesor José Joaquim Teles Marruecos, primo suyo y gran amigo.

## Muerte
El padre Cícero murió en Juazeiro do Norte en 20 de julio de 1934, a los 90 años, encontrándose sepultado en la Iglesia de Nuestra Señora del Perpetuo Socorro, en la misma ciudad.